# Selección de sóftbol de Gran Bretaña
La selección de softball de Gran Bretaña es el equipo nacional de Gran Bretaña. El equipo compitió en el Campeonato Mundial de Sóftbol Masculino de 2004 en Christchurch, Nueva Zelanda, donde terminaron noveno. El equipo compitió en el Campeonato Mundial de Sóftbol Masculino de 2009 en Saskatoon, Saskatchewan donde terminaron octavos.